# Istòria d'Adrian
Istòria d'Adrian (francès Histoire d'Adrien) és un film de Jean-Pierre Denis projectat per primer cop al Festival Internacional de Cinema de Canes de 1980. És considerat el primer film d'acció rodat totalment en occità. La música és de Joan-Pau Verdier.

## Argument
Adrian és el fill d'una camperola mare soltera, criat pels seus avis quan va morir. Enamorat de Marguerite, fuig de la seva casa i recorre França a seva recerca.

## Repartiment
- Marcelle Dessalles:  Mare
- Pierre Dienade:  Pare
- Serge Dominique:  Adrian adult
- Jean-Paul Geneste:  Roger
- Marie-Claude Kergoat:  La pastora
- Christian Murat:  Germà
- Odette Peytoureau:  Avi
- Nadine Reynaud:  Marguerite
- Bernard Sautereau:  Adrian nen

## Premis
- Càmera d'Or al Festival de Canes el 1980.[2]